# Ivan Meštrović
Ivan Meštrović (), hrvaški kipar in arhitekt, * 15. avgust 1883, Vrpolje, Hrvaška, † 16. januar 1962, South Bend, Indiana, ZDA.

## Življenjepis in delo
Ivan Meštrović je živel v času velikih dogodkov. Kot kipar je deloval v času ruske revolucije, balkanskih vojn in obeh svetovnih vojn. Med svojim življenjem je sodeloval na več kot 150–ih razstavah. Politični dogodki niso zaznamovali samo njegovega umetniškega dela, ampak so tudi vplivali nanj kot človeka, ki je služil osebni svobodi in narodni neodvisnosti.
Ivan Meštrović je bil slučajno rojen v Vrpolju, v Slavoniji, leta 1883, a je svoje otroštvo preživel v vasi Otavice v Dalmaciji, od koder tudi izvira. Rodil se je v podeželski katoliški družini, njegovo religioznost pa so oblikovali ljudska religioznost, Sveto pismo in pozni Lev Nikolajevič Tolstoj.
Svojo mladost je preživel v goratem okolju Dalmacije, hkrati blizu morja in hkrati stran od njega. Usoda hrvaškega naroda je imela močno vlogo pri oblikovanju njegove osebnosti. Kot otrok je pasel ovce in poslušal pesmi, ki so se prenašale po ustnem izročilu torej epe, ljudske pesmi in zgodovinske balade. Še preden je imel priložnost videti pravi kip v trirazsežni obliki, je že začel ustvarjati iz lesa in mehkega kamna (motive kmeta in čevljarja, kipec Bosanec na konju). Med zimskimi večeri je njegova mama velikokrat recitirala (po spominu seveda) različne pesmi in psalme iz Biblije. In ker je bil doma edino oče pismen, se je Ivan sam naučil brati in pisati pri dvanajstih letih, tako da je primerjal besedila iz domače Biblije s tistim, kar si je zapomnil, ko je mati govorila po spominu. 
Leta 1899 je na njegov talent postal pozoren Pavle Bilinić, ki je imel kamnoseško delavnico v Splitu. Mladega Meštrovića je povabil k sebi, da se izuči. To obdobje je trajalo deset mesecev. Tu je imel zagotovljen en obrok dnevno. Split je mesto, ki je zelo bogato posejano z grško in rimsko kulturo, zato je Meštrović preživel veliko prostega časa kopirajoč dela antične umetnosti. Bilinićeva žena, visokošolska učiteljica po poklicu, je pomagala Meštroviću do izobrazbe, čeprav formalno ni obiskoval šole. Kasneje se je neki lastnik rudnika iz Dunaju ponudil, da mu plača pot na Dunaj in šolanje na Akademiji likovnih umetnosti. Leta 1900 je bil sprejet na Akademijo. Meštrović sprva ni znal niti ene nemške besede, a se je v zelo kratkem času naučil tekoče govoriti. Dunaj je bil takrat okno v svet, kulturna prestolnica Evrope. Tam je predaval Sigmund Freud, oče psihoanalize, vzpostavilo se je secesionistično gibanje in zasnovale so se prve ideje samostojnosti narodov.
Leta 1904 se je poročil s prvo ženo Ružo Klein, eno od štirinajstih otrok revnega židovskega trgovca. 
Svojo prvo razstavo je organiziral leta 1905 na Dunaju s skupino Secesija z opaznim vplivom secesijskega sloga. Njegovo delo je kmalu postalo priljubljeno in Meštrović je začel zaslužiti dovolj za sodelovanje na mednarodnih razstavah. Meštrović je dolgo časa sodeloval s secesisti in z njimi razstavljal. Na razstavi v Zagrebu je avstrijski cesar kupil njegovo skulpturo Mati in sin, na Dunaju pa je spoznal najbolj znanega kiparja tistega časa Augustea Rodina, ki je prepoznal njegov talent in ga spodbudil k temu, da potuje. Karl Wittgenstein je kupil Izvir življenja za svojo palačo in s tem denarjem sta mladoporočenca privoščila potovanje po Italiji in v Pariz.
Leta 1907 je v Poppovićevi palači izdelal alegorični relief. To je prva Meštrovićeva javna skulptura. Izdelal jo je po naročilu pri trgovcu Poppoviću, ki je bil lastnik in naročnik stavbe ter je bil trgovec z barvami in žitom. Meštrović je na reliefu predstavil vse segmente svoje obrti. Relief na Poppovićevi palači je edino Meštrovićevo ohranjeno delo v poslikani keramiki.
Ko je v dunajskem ateljeju pustil Toma Rosandića, ki ga je spoznal leta 1900 v Bilinićevi splitski delavnici, se je Meštrović leta 1908 preselil v Pariz, kjer je najel atelje na Montparnasseu in kjer je  v samo dveh letih izdelal preko 50 skulptur in postal je mednarodno znan in uspešen. Z ženo se je leta 1911 za nekaj mesecev preselil v Beograd in kmalu zatem v Rim, kjer je naslednja štiri leta preučeval skulpture antične Grčije. TNa svetovni umetniški razstavi, ki je potekala leta 1911 v Rimu, je zmagal in prejel prvo nagrado za kiparstvo, postal priljubljen in si pridobil naklonjenost italijanskih in tujih kritikov. Kritiki so ga imenovali za najboljšega umetnika po renesansi. Njegova skulptura je prikazala heroje, ki so se borili proti Turkom na slavni Kosovski bitki leta 1389. Prikazal jih je kot simbol patriotskih čustev južnih Slovanov, ki jih gonijo proti svobodi in neodvisnosti. Meštrović se je s svojimi deli na svoj način boril proti avstroogrskim okupatorjem med prvo vojno in njegov glas se je slišal po celem svetu, zahvaljujoč njegovem umetniškem uspehu.

### Prva svetovna vojna
Z izjemo kratkega obiska Londona, je Meštrović ostal v Rimu do leta 1914. Na dan, ko je bil umorjen Franc Ferdinand v Sarajevu, se je iz Benetk odpravil v Split, kjer je želel organizirati večjo razstavo. Vendar je bil že po dveh dneh v Splitu prisiljen se vrniti v Italijo. Prijatelj ga je namreč opozoril, da je njegova žena v nevarnosti zaradi njegove dobro poznane politične nenaklonjenosti avstro-ogrskim oblastem. Zbirka njegovih slik je bila rešena v zadnjem trenutku. Kasneje je v Rimu nadaljeval s svojim delom. Med prvo svetovno vojno je potoval in sodeloval na razstavah v Parizu, Cannesu, Londonu in Švici.
Meštrović je bil aktiven in delal pri ustanovitvi Jugoslovanskega odbora. Potem je, tako kot mnogi njegovi takratni vrstniki, in ob poznavanju težkih razmer v Dalmaciji menil, da je edina rešitev za osvoboditev od Avstro-Ogrske vzpostavitev samostojne, demokratične države južnih Slovanov.
Politika je šla pri Ivanu Meštroviću z roko v roki z umetnostjo, med leti prve svetovne vojne in kasneje v Parizu, Londonu, Švici in spet v Rimu. Kjerkoli se je za kratek čas ustalil, je našel voljo in čas, da nadaljuje z delom. Glede na to, da so bila sredstva za umetnost precej draga, mu je bilo zelo težko vzdrževati in umetniško aktivnost in politično. Težave so se še podvojile med prvo svetovno vojno, toda Meštrović je premagal vse. Med to vojno so se v času, ko Italija ni bila še na nobeni strani zaveznikov, pogovarjali o pogojih za vstop Italije na zavezniško stran. Italija je zahtevala del slovenskega in hrvaškega ozemlja, zato sta hrvaška politična voditelja Ante Trumbić in Frano Supilo ter Meštrović ustanovili jugoslovanski narodni komite za zaščito Dalmacije pred širitvijo italijanskega ozemlja. Sedež te organizacije je bil med vojno v Londonu. Do takrat je bil že dodobra poznan pri angleškem ljudstvu. Njegovi angleški prijatelji so mu, zavedajoč se nepravičnega darila Italiji, leta 1915 organizirali samostojno razstavo v Victoria in Albert museum v Londonu in to je bilo prvič, da so organizirali razstavo za živečega umetnika. Hoteli so, da Angleži postanejo pozorni na kulturne dosežke južnih Slovanov in da ne mislijo, da so Slovenci, Hrvatje in Srbi, pa čeprav spadajo pod Avstro-Ogrsko, krivi soudeležbe v vojni. Lord Cecil, takratni podsekretar za zunanje zadeve, je slavnostno odprl razstavo. Sledile so še druge, tudi v Glasgowu in Edinburgu.
Njegove razstave so spodbudile zanimanje za južnoslovansko glasbo, literaturo, zgodovino, arhitekturo in še mnogo drugih predstavitev srbsko - hrvaških kiparjev. Od tega časa naprej so njegove skulpture in hrvaške narodne balade in ljudske legende, našle pot v knjige Margaret Yoursenar, D. H. Lawrencea in celo Agathe Christie. Morda je Meštrović naredil celo več, da bi pokazal duh kosovskih junakov za hrvaško kulturo, kot je naredil Goethe, ko je prevedel hrvaško balado Hasanaginica v nemščino.

### Obdobje med obema vojnama
Po prvi svetovni vojni se je vrnil domov in spoznal drugo ljubezen svojega življenja, Olgo Kesterčanek, s katero sta se poročila v Čakovcu 17. oktobra 1928. Imela sta štiri otroke - Marto (1924 - 1949), ki se je rodila na Dunaju, ter Tvrtka (1925 - 1961), Marijo (1927) in Mata (1930), ki sta se rodila v Zagrebu, kamor sta se preselila leta 1922. Pozneje so zimske mesece preživljali v svoji palači v Zagrebu, poletne mesece pa v hiši, zgrajeni v 1930-ih na Mejah v Splitu. Postal je profesor na Visoki šoli za umetnost v Zagrebu in nadaljeval z ustvarjanjem številnih del. V to obdobje sodi tudi njegovo delo z Jurajem Škarpom na mavzoleju Račićev v Cavtatu.
Potovanja po svetu so se nadaljevala, svoja dela je razstavljal v muzeju v Brooklynu (1924), Chicagu (1925), pa tudi v Egiptu in Palestini leta 1927.
V okviru glasbene spremljave po ZDA ga je spremljal slavni hrvaški operni pevec in glasbeni pedagog Nikola Zaninović.
Tudi mladi slovenski kiparji so študirali pri njem (Lojze Dolinar, Fran Berneker). 

### Druga svetovna vojna
Med drugo svetovno vojno so ga ustaši zaradi njegove antifašistične naravnanosti, ko je obsojal italijanski iredentizem do Dalmacije in odnos do Nemčije (ko je zavrnil Hitlerjevo povabilo, da obišče Berlin v 1930-ih), zaprli za tri mesece in pol (in ga obsodila na smrt). Meštrović je bil iz zapora izpuščen 13. januarja 1942, nato pa je bil do 12. marca istega leta v hišnem priporu. S pomočjo Vatikana se je junija 1942 preselil v Benetke na razstavo na Beneškem bienalu, nato pa spet odšel v Rim, kamor je prispel 25. junija (tu se mu je za božič istega leta pridružila družina, žena Olga in otroci Tvrtko, Mate in Marija, njena hči Marta pa je ostala pri možu Vanji Šrepelu na Hrvaškem), nato pa poleti 1943 v Švico. V Švici so najprej živeli v Gstaadu, nato v Lozani in nato v Ženevi. Celotni družini ni uspelo ubežati vojnemu navalu - njegova prva žena Ruža Klein je umrla leta 1942 v Zagrebu. Njegovega 86-letnega strica Ilijo Meštrovića so četniki v Otavicah živega vrgli v gorečo hišo.

### Obdobje po drugi svetovni vojni
Titova Jugoslavija je Meštrovića pozvala, naj se vrne, a je zavrnil življenje v komunistični državi. Njegovega brata Petra je komunistična oblast pozneje zaprla. Leta 1946 mu je Univerza v Sirakuzah ponudila mesto profesorja in preselil se je v ZDA. Z ženo in sinom Matom se je iz Evrope odpravil 27. decembra 1946, v ZDA pa prispel 13. januarja 1947. Na prošnjo jugoslovanskih kulturnih odposlancev je iz ZDA v Jugoslavijo poslal 59 kipov (vključno s spomenikom Petru II. Petroviču Njegošu), leta 1952 pa še dodatnih 400 skulptur in različnih risb. Leta 1954 je dobil ameriško državljanstvo, ki bi ga lahko dobil dve leti prej, a ga je motila misel, da se to ne bo razlagalo kot zavračanje hrvaške državljanstva. Septembra 1955 je sprejel ponudbo in postal profesor na Univerzi Notre Dame.
Leta 1959 je Meštrović po 17 letih odsotnosti zaradi dogovora z novo oblastjo o ravnanju z njegovo nepremičnino in umetniško zapuščino na kratkem obisku obiskal Hrvaško (Zagreb in Split). V Zagreb je prispel z vlakom 3. julija 1959 zvečer. Naslednji dan, 4. julija, se je ob dnevu ameriške neodvisnosti udeležil sprejema pri ameriškem generalnem konzulu v Zagrebu Douglasu Martinu. 11. julija 1959 je obiskal kardinala Alojzija Stepinca v Krašiću in na povabilo Josipa Broza Tita prispel na Brione 25. julija istega leta.
Zdelo se je, da je smrt Meštrovićevih otrok prizadela tudi njega. Njegova hči Marta, ki se je priselila v Kanado, je umrla leta 1949 v starosti 24 let, sin Tvrtko, ki je ostal v Zagrebu, pa se je ubil 23. septembra 1961. Meštrović je izdelal štiri glinene skulpture v znamenje smrti svojih otrok, Marte in Tvrtka. Naredil je avtoportret objokanega očeta, starega očeta, užaloščenega zaradi sinove smrti, očeta, ki se v objemu poslavlja od sina, in matere, ki se od pokojne hčerke poslavlja z nežnim poljubom. Tik pred smrtjo je izdelal skulpturo Pietà.
Nekaj mesecev po smrti sina Tvrtka je Ivan Meštrović umrl leta 1962 v starosti 79 let, verjetno za posledicami kapi, v mestu South Bend v Indiani (ZDA). Pokopan je bil 24. januarja 1962 v cerkvi Presvetega Odrešenika v Otavicah, v mavzoleju družine Meštrović. Njegovo truplo so iz ZDA prenesli v Otavice v družinsko grobnico, kjer je tudi danes pokopan.
Ivan Meštrović velja za enega najpomembnejših umetnikov vseh časov, njegova dela se da vedno znova interpretirati in aktualizirati.

## Delo
Po Meštroviću je skrivnost ljubezni uganka skrivnosti smrti in pogoj vere v večnost. Zato so človekova dela na zemlji, vključno z umetnostjo, »odtisi nesmrtnega bitja«. Z junaško-narodnim in intimnim ciklom, religiozni cikel zavzema osrednje mesto v Meštrovićevem delu (sakralni predmeti, skulpture v marmorju, bronu in lesu), v kombinaciji arhaičnosti, "gotikiziranosti", secesionističnega in  ekspresionističnega sloga. »Gotska ekspresivna mistika« je našla svoj izraz v kapeli sv. Križa v Kašteletu (Split)), z velikim lesenim Razpelom (1917) in nizom lesenih reliefov s prizori iz Kristusovega življenja (1917 – 1953). Mavzolej družine Račić v Cavtatu (Gospa od angelov, 1920 - 1923) je monumentalna arhitekturna in kiparska zgradba, njeni glavni kipi pa so Razpelo, sv. Rok in angeli z dušami pokojnikov. Spominska cerkev kralja Zvonimirja v škofiji pri Kninu se zgleduje po starih hrvaških cerkvah.

## Galerija del
- Zgodovina Hrvatov (1932, Zagreb)
- Mati z otrokom, Drniš
- Orači, Drniš
- Sveti Rok, Drniš
- Izvir življenja, Drniš
- Ivan Meštrović, Drniš
- Perzefona (Sveučilište u Syracuzi, New York)
- Zmagovalec, Beograd
- Spomenik Martinu Kukučínu, Bratislava.
- Kip Nikole Tesle v Teslinovi ulici v Zagrebu
- Petar Berislavić (1933, odkrit 1938, Trogir
- Grgur Ninski Franjevački trg v Varaždinu
- Meštrovićev relief Kmetje iz 1907 na hiši Popović
- Spomenik fra Andriji Kačiću Miošiću v Bristu.
- Kip Juraja Dalmatinca, Šibenik.
- Lokostrelec, v Chicagu.
- Pieta, Univerza Notre Dame